# Oligosoma longipes
Oligosoma longipes là một loài thằn lằn trong họ Scincidae. Loài này được Patterson miêu tả khoa học đầu tiên năm 1997.